# Kościół Trójcy Przenajświętszej w Dzierzgoniu
Kościół Trójcy Przenajświętszej i Świętej Katarzyny w Dzierzgoniu – rzymskokatolicki kościół parafialny znajdujący się w mieście Dzierzgoń, w województwie pomorskim. Należy do dekanatu Dzierzgoń diecezji elbląskiej. Sanktuarium Matki Bożej Różańcowej.

## Historia
Budowla została wzniesiona w latach 1310–1320 w stylu gotyckim. W 1647 roku została zniszczona przez pożar. Odbudowa zakończyła się w 1682 roku. Świątynia została również w tym roku konsekrowana, w dniu 25 października. W 1730 roku po raz kolejny kościół uszkodził pożar. Odbudowa trwała do 1731 roku. Wieża masywna z barokowymi elewacjami i czterospadowym hełmem, niska dzwonnica stanowi część korpusu.

## Wyposażenie
Bogate i cenne wyposażenie, pochodzi głównie z okresu po pożarze w 1730 roku. Stanowią je m.in. konstrukcja architektoniczna, cenna snycerska oraz przedstawienia malarskie. Interesującym dziełem sztuki jest również barokowa ambona, powstała w 1731 roku, posiadająca pięknie rzeźbione nakrycie, zakończone postacią Jezusa. Najstarsza z płyt nagrobnych pochodzi z 1347 roku i reprezentuje styl gotycki. Wśród rzeźb i obrazów wyróżnić można cztery portrety szlacheckie: dwóch kobiet i dwóch mężczyzn.

## Galeria

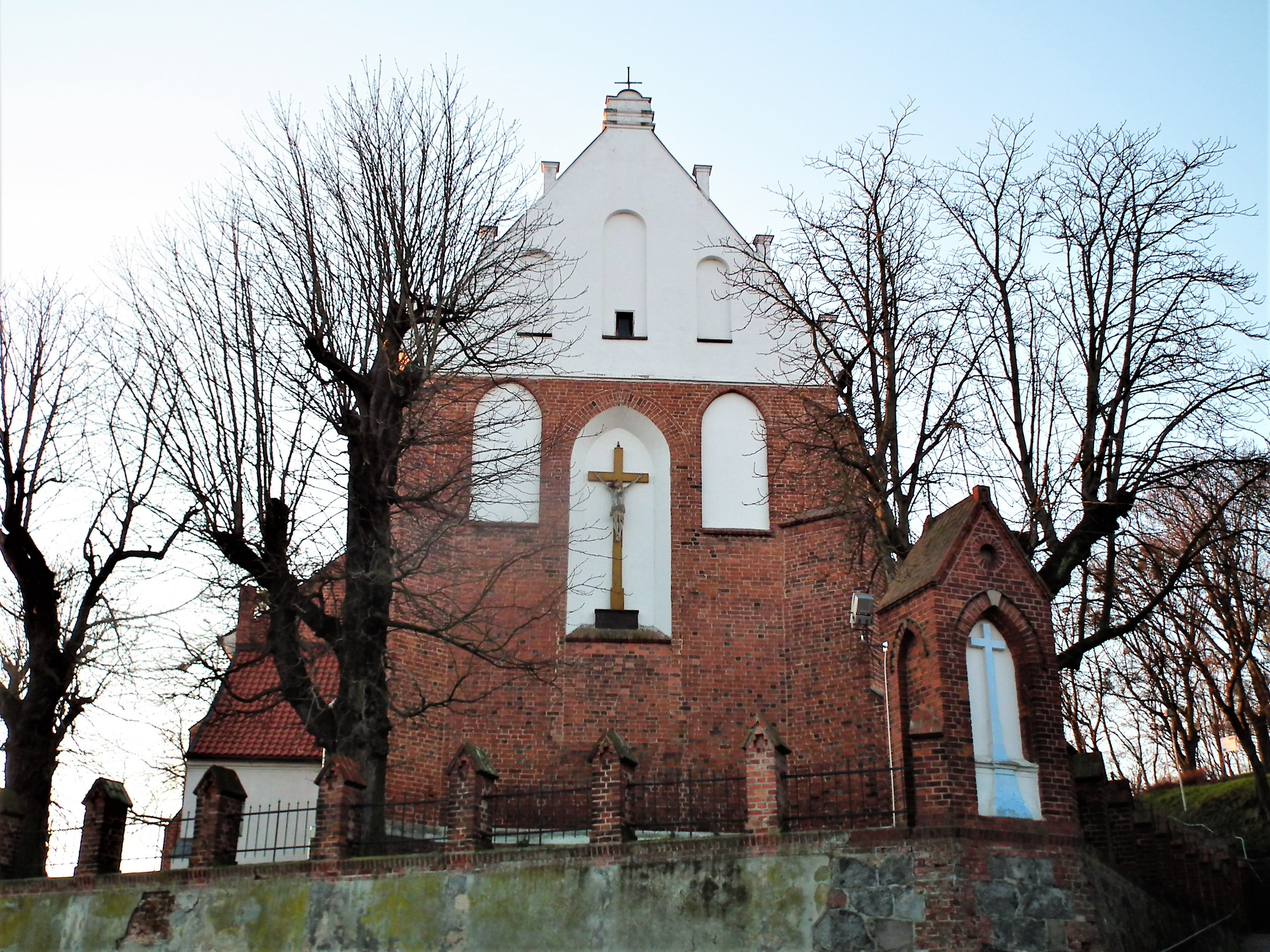
Widok od strony miasta
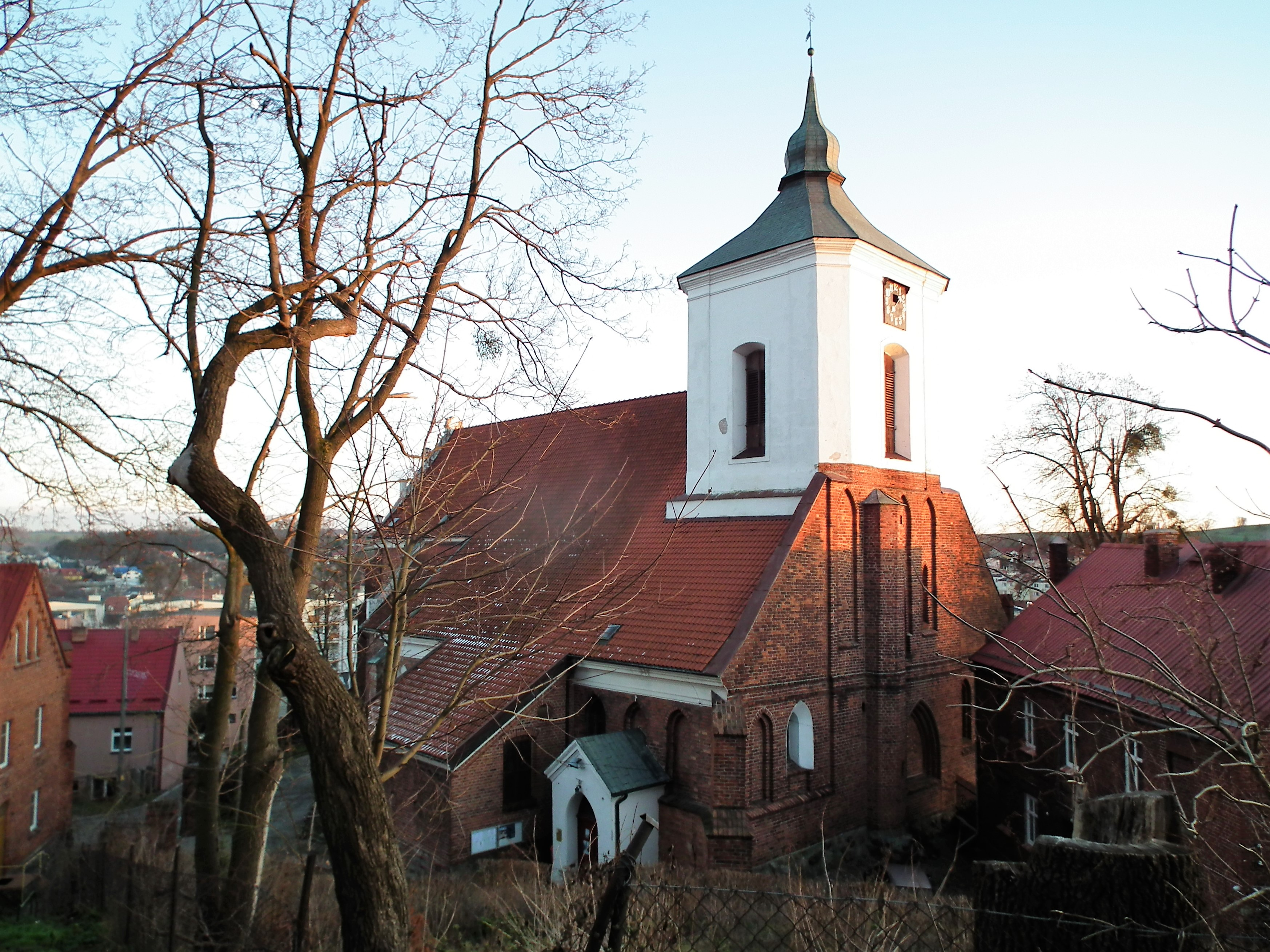
Widok ze wzgórza zamkowego
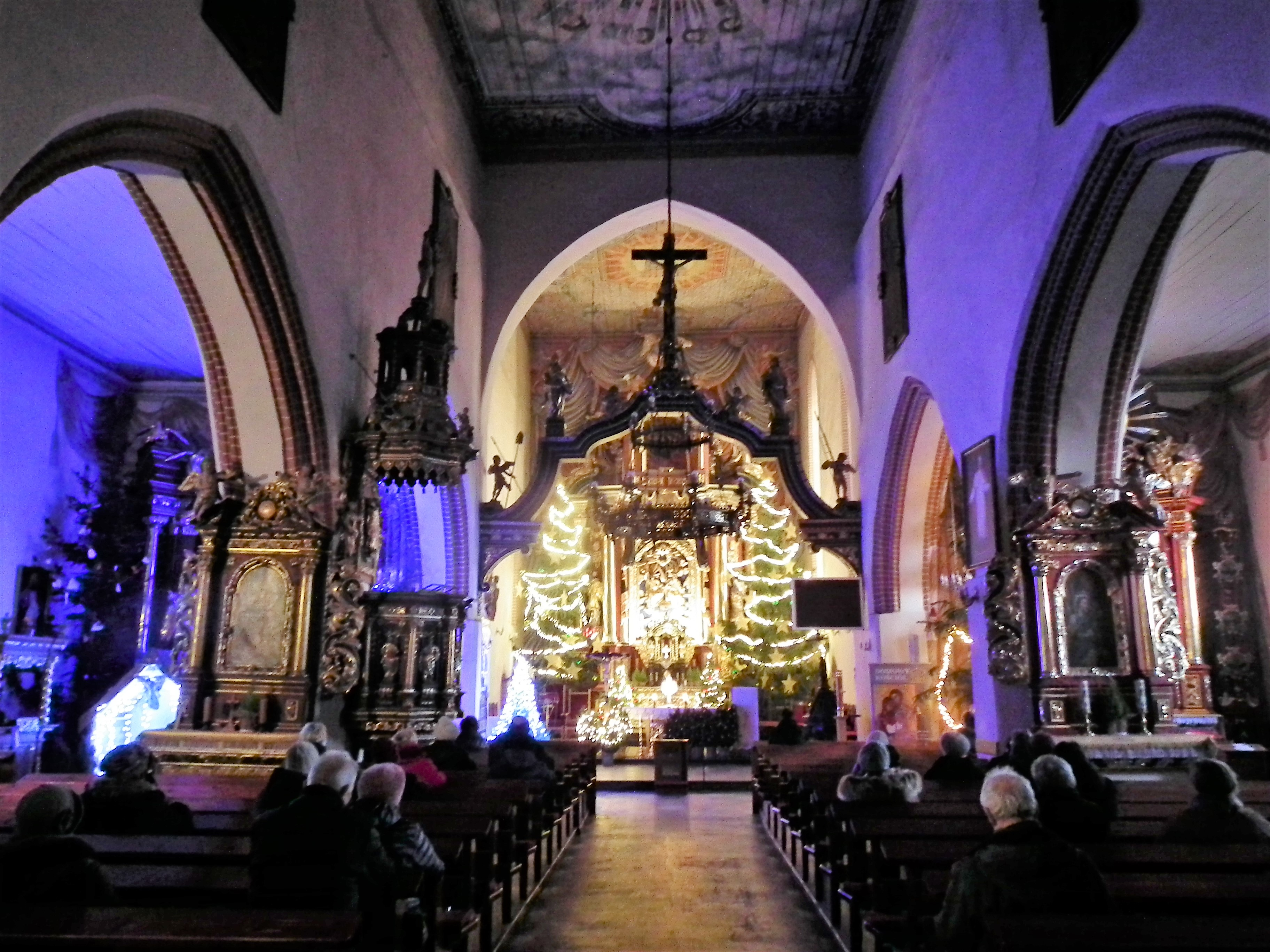
Wnętrze z ołtarzem